# Sindal

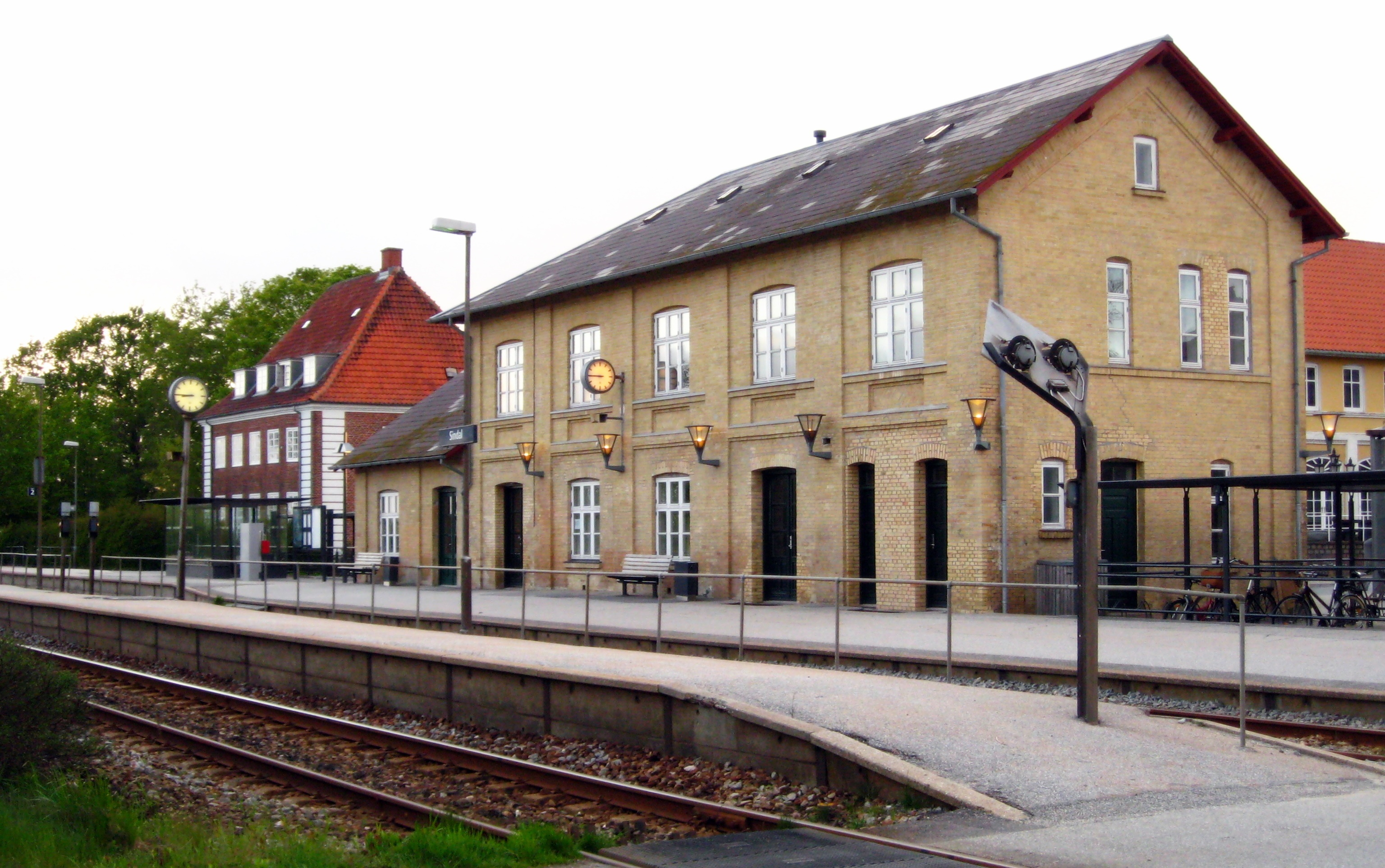
Sindals station.

Sindal är en tätort i Hjørrings kommun i Region Nordjylland i Danmark. Tätorten har 3 086 invånare (2024). Den ligger på Vendsyssel-Thy, cirka 13 kilometer öster om Hjørring. Sindal är en stationsort, belägen mellan Frederikshavn och Hjørring. Sindal var centralort i Sindals kommun fram till kommunreformen 2007. I närheten ligger Sindals flygplats.
Danmarks Meteorologiske Institut har en av sina fem väderradarstationer i Sindal.
Sindals tidigare posthus, ritat av Hack Kampmann och uppfört 1911, är byggnadsminne sedan 1997.
Mystikern Martinus Thomsen (1890–1981) föddes i Sindal.